# Acrochaeta elegans
Acrochaeta elegans är en tvåvingeart som beskrevs av Perty 1833. Acrochaeta elegans ingår i släktet Acrochaeta och familjen vapenflugor. Inga underarter finns listade i Catalogue of Life.